# Ellinge
|  | Ellinge er også en bebyggelse i Torup Sogn (Halsnæs Kommune), se Ellinge (Halsnæs Kommune) |
Ellinge er en landsby på Fyn med 212 indbyggere  (2024). Ellinge er beliggende tre kilometer øst for Ferritslev, 12 kilometer vest for Nyborg og 19 kilometer sydøst for Odense. Landsbyen tilhører Nyborg Kommune og er beliggende i Region Syddanmark.
Den hører til Ellinge Sogn, og Ellinge Kirke ligger i landsbyen.